# Cardamine debilis
Cardamine debilis là một loài thực vật có hoa trong họ Cải. Loài này được Banks ex DC. mô tả khoa học đầu tiên năm 1821.